# Sahatwar
Sahatwar là một thị xã và là một nagar panchayat của quận Ballia thuộc bang Uttar Pradesh, Ấn Độ.

## Nhân khẩu
Theo điều tra dân số năm 2001 của Ấn Độ, Sahatwar có dân số 18.972 người. Phái nam chiếm 52% tổng số dân và phái nữ chiếm 48%. Sahatwar có tỷ lệ 51% biết đọc biết viết, thấp hơn tỷ lệ trung bình toàn quốc là 59,5%: tỷ lệ cho phái nam là 61%, và tỷ lệ cho phái nữ là 41%. Tại Sahatwar, 17% dân số nhỏ hơn 6 tuổi.